# بایرام (کنتیکت)
بایرام (به انگلیسی: Byram) یک منطقهٔ مسکونی در ایالات متحده آمریکا است که در گرینویچ، کنتیکت واقع شده‌است.